# Evaluación de rendimiento en el despegue y el aterrizaje
La Evaluación de rendimiento en el despegue y el aterrizaje (en inglés: Takeoff and Landing Performance Assessment) también conocida como evaluación TALPA es un método o proceso en el cual los administradores o el personal de los aeropuertos realizan para determinar las condiciones de la pista para el despegue y el aterrizaje. Se debe de producir un informe de las condiciones del terreno, área del rodaje o de la pista en sí, que permite a los pilotos evaluar la acción de frenado cuando la pista tiene suciedad, restos o piezas de una aeronave o personal en tierra, desgaste o agua estancada que pueda interferir en los momentos críticos de las fases del vuelo, como el aterrizaje y el despegue.
La evaluación TALPA genera un Código de Condición de Pista (RWYCC) que puede llegar del 6 a 0, el código 6 indica una pista seca y sin riesgo y 0 significa cero condiciones y riesgo potencial que puede provocar una salida de la pista o un accidente fuera de los límites territoriales del aeropuerto, el código 0 también puede significar que la acción de frenado es mínima o inexistente.
Generalmente, se publican códigos de condición de la pista separados para cada tercio de distancia en una pista, y los pilotos pueden llegar a utilizar una Matriz de Evaluación de la Condición de Pista (RCAM) para calcular el rendimiento de sus aeronaves al momento de iniciar con las fases del vuelo.
La Administración Federal de Aviación (FAA) introdujo la evaluación TALPA en el 2016. La matriz TALPA utilizada por los pilotos fue posteriormente reemplazada por el Formato de Informe Global (GRF) de la Organización de Aviación Civil Internacional (OACI), que se basó en la evaluación TALPA y se adoptó de manera formal el 4 de noviembre de 2021.

## Códigos
| Códigos | Acción del frenado durante el aterrizaje           |
| ------- | -------------------------------------------------- |
| 6       | Seco = Estable                                     |
| 5       | Bueno = Estable                                    |
| 4       | Bueno a medio = Estable                            |
| 3       | Medio = No estable                                 |
| 2       | Medio a ineficiente = Riesgo de salida de la pista |
| 1       | Ineficiente = No aterrizar                         |
| 0       | Nulo = Prohibido aterrizar                         |